# Kozub
Kozub [pronunciación en polaco: /ˈkɔzup/] es un pueblo ubicado en el distrito administrativo de Gmina Lututów, dentro del Distrito de Wieruszów, Voivodato de Łódź, en Polonia central. Se encuentra aproximadamente a 9 kilómetros al este de Lututów, a 30 kilómetros al este de Wieruszów, y a 78 kilómetros al suroeste de la capital regional Lodz.
El pueblo tiene una población de 72 habitantes.